# Universidade de Ingolstadt

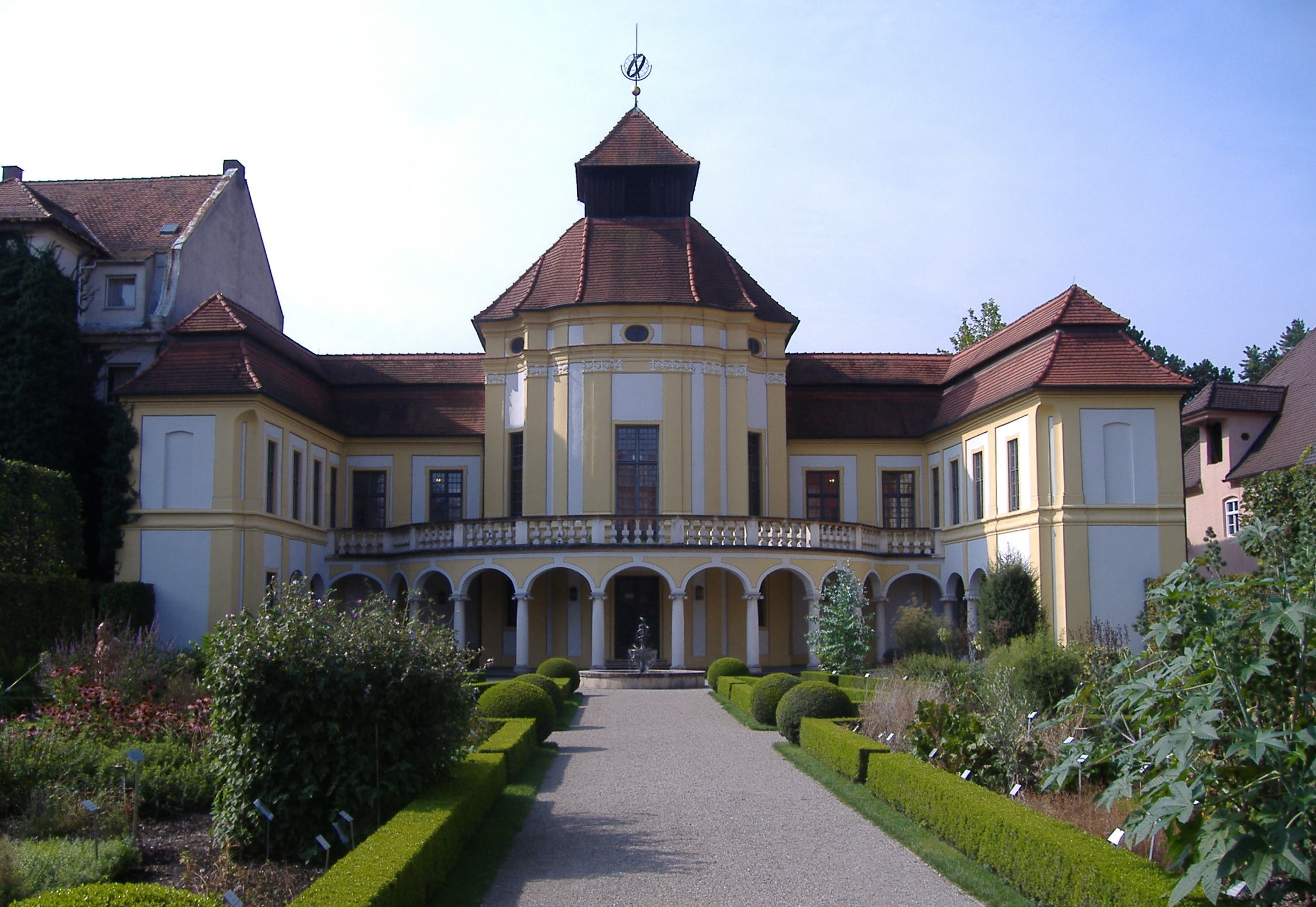
O prédio da Faculdade de Medicina, da Universidade de Ingolstadt

A Universidade de Ingolstadt, ou, na sua forma portuguesa, de Ingolstádio, foi fundada em 26 de Junho de 1472 por Luís IX da Baviera (1417-1479) e seu primeiro Chanceler foi Wilhelm von Reichenau (1426-1496), bispo de Eichstätt. Consistia de cinco faculdades: Humanidades, Ciências, Teologia, Direito e Medicina, todas as quais figuravam no Hoheschule ( 'high school'). A universidade foi criada segundo o modelo da Universidade de Viena e seu principal objetivo era a divulgação da fé cristã.
A universidade encerrou as suas atividades em maio de 1800, por ordem do Príncipe Eleitor Maximiliano IV (mais tarde Maximiliano I, Rei da Baviera, sendo transferida para Landshut, quando Ingolstadt estava sendo ameaçada pelos franceses, até ser realocada definitivamente para a cidade de Munique em 1826, pelo rei Luís I, da Baviera. Em 1802, a universidade passou a se chamar oficialmente Universidade Luís Maximiliano em homenagem a seu fundador e ao imperador anterior.

## Chanceleres, reitores, professores e alunos daUniversidade de Ingolstadt
- Georg Zingel (1428-1508) teólogo católico
- Johannes Tolophus (1429 - 1503) Professor de Filosofia e Teologia, reitor 1473
- Johannes Widmann (Médico) (1444-1524) professor de medicina
- Martin Prenninger (1450-1501) humanista
- Johannes Stöffler (1452–1531), aluno, matemático e astrônomo, Professor e reitor da Universidade de Tübingen
- Johannes Reuchlin (1455-1522) filósofo, humanista, jurista e diplomata
- Conrad Celtis (1459-1508) humanista e poeta
- Hieronymus von Croaria (1460-1527) jurista
- Johannes Stabius (1460–1522), professor de Matemática
- Peter Burckhard (1461-1526) médico
- Caspar Schatzger (1463/64–1527), aluno
- Johannes Engel (Astrônomo) (1463-1512) Professor de matemática e física
- Leonhard von Eck (1480–1550), chanceler da Universidade de Ingolstadt
- Georg Hauer (1484–1536), reitor, Professor de Direito Canônico e jurista da Faculdade de Ingolstadt
- Johannes Eck (1486–1543), Professor de teologia
- Leonhard Marstaller (1488–1546), professor de teologia e reitor 1539
- Petrus Apianus (1495–1552), Professor
- Leonhard Haller (1499-1570) bispo
- Leonhart Fuchs (1501–1566), aluno, em 1526 Docente de Medicina
- Veit Amerbach (1503-1557) humanista
- Caspar Schober (1504-1532) professor de direito
- Christoph Mendel von Steinfels (?-1508), Bispo do lago Chiem e primeiro reitor
- Friedrich Staphylus (1512-1564) teólogo católico e luterano
- Wiguläus Hundt (1514–1588), reitor 1540
- Pedro Canísio (1521-1597) reitor e professor de teologia
- Michael Teuber (1524-1586) jurista
- Philipp Apian (1531–1589), Professor de matemática
- Obertus Giphanius (1534–1604), professor de direito (1590–1599)
- Martin Eisengrein (1535-1578) teólogo católico
- Heinrich Husanus (1536-1587) poeta, jurista e diplomata
- Heinrich Canisius (1548-1610) Professor de direito canônico
- Jan Iwicki z Iwiczny (1550-1598), professor de direito canônico
- Johann Sebastian von Hirnheim († 1555), aluno
- Michael Eiselin (1558-1613) jesuíta e professor
- Philipp von Rodenstein (1564–1604), aluno, Bispo de Worms
- Adam Tanner (1572-1632) teólogo e professor de teologia
- Christoph Scheiner (1573-1650) físico, óptico e astrônomo
- Maximiliano I, Eleitor da Baviera (1573-1651), aluno
- Christoph Besold (1577-1638) jurista
- Amadeus Eckolt (1623-1668) jurista
- Caspar Adelmann (1641-1703) jesuíta
- Balthasar Adelmann (1645-1713) jesuíta
- Edmund Zoz (1653–1706), aluno, abade cisterciense
- Johann Christoph Raßler (1654–1723), Jesuita, professor de Teologia Moral, Dogmática e Filosofia, reitor da Universidade de Dillingen de 1714 a 1716
- Franz Joseph Seedorf (1691–1758), jesuita, professor de teologia
- Johann Adam von Ickstatt (1702–1776), professor de direito e diretor
- Ignaz Weinhart (1705-1787) jesuíta e professor de matemática e física
- Joseph Zwinger (1705-1772) jesuíta
- Daniel Stadler (1705–1764), jesuita, historiador e confessor de Maximiliano III da Baviera
- Johann Georg Weishaupt (1716-1753) professor de direito
- Raymund Anton von Strasoldo (1718-1781) Bispo de Eichstätt
- Hermann Scholliner (1722-1795) beneditino e professor de dogmática
- Benedikt Stattler (1728-1797) teólogo, pedagogo e filósofo
- Franz Anton Mesmer (1734–1815), aluno e médico
- Mathias Gabler (1736-1805) jesuíta e reformador educacional
- Adam Weishaupt (1748–1830), professor de direito canônico
- Gilbert Michl (1750-1828) compositor
- Sebastian Seemiller (1752-1798) teólogo católico
- Georg Alois Dietl (1752–1809), professor de estética e filologia latina
- Beda Aschenbrenner (1756-1817) professor dos direitos da igreja
- Gabriel Knogler (1759-1838), matemático, físico e reitor
- Stephan Zipff (1761-1813) médico